# Чендемеровське сільське поселення
Чендеме́ровське сільське поселення (рос. Чендемеровское сельское поселение) — муніципальне утворення у складі Сернурського району Марій Ел, Росія. Адміністративний центр — присілок Чендемерово.

## Історія
Станом на 2002 рік існували Мустаєвська сільська рада (присілки Абленки, Алдіярово, Антоново, Великий Ключ, Великий Шокшем, Захарово, Лапка Памаш, Малий Шокшем, Мустаєво, Ономучаш, Товарнур, Шокшемсола, Шурашенер, Шургуял) та Чендемеровська сільська рада (присілки Велика Коклала, Кужнурово, Купріяново, Лужала, Мала Мушка, Нурсола, Оріхово, Пактаєво, Палашнур, Пунчерюмал, Тумерсола, Чендемерово), селище Горняк перебувало у складі Сернурської селищної ради.

## Населення
Населення — 2556 осіб (2019, 2766 у 2010, 2606 у 2002).

## Склад
До складу поселення входять такі населені пункти:
| Населений пункт          | Населення, осіб (2002) | Населення, осіб (2010) |
| ------------------------ | ---------------------- | ---------------------- |
| Абленки, присілок        | 59                     | 49                     |
| Алдіярово, присілок      | 38                     | 33                     |
| Антоново, присілок       | 54                     | 58                     |
| Велика Коклала, присілок | 187                    | 196                    |
| Великий Ключ, присілок   | 36                     | 37                     |
| Великий Шокшем, присілок | 113                    | 126                    |
| Горняк, селище           | 281                    | 315                    |
| Захарово, присілок       | 64                     | 43                     |
| Кужнурово, присілок      | 101                    | 120                    |
| Купріяново, присілок     | 269                    | 305                    |
| Лапка-Памаш, присілок    | 3                      | 3                      |
| Лужала, присілок         | 109                    | 102                    |
| Мала Мушка, присілок     | 42                     | 46                     |
| Малий Шокшем, присілок   | 80                     | 62                     |
| Мустаєво, присілок       | 320                    | 350                    |
| Нурсола, присілок        | 60                     | 78                     |
| Ономучаш, присілок       | 41                     | 45                     |
| Оріхово, присілок        | 82                     | 92                     |
| Пактаєво, присілок       | 45                     | 50                     |
| Палашнур, присілок       | 42                     | 45                     |
| Пунчерюмал, присілок     | 54                     | 62                     |
| Товарнур, присілок       | 38                     | 38                     |
| Тумерсола, присілок      | 93                     | 95                     |
| Чендемерово, присілок    | 321                    | 343                    |
| Шокшемсола, присілок     | 7                      | 7                      |
| Шурашенер, присілок      | 58                     | 54                     |
| Шургуял, присілок        | 9                      | 12                     |